# Among Friends
Pour plus de détails, voir Fiche technique et Distribution.
Among Friend est un film de comédie horrifique réalisé par Danielle Harris et écrit par Alyssa Lobit sorti en DVD en 2013. 

## Synopsis
Un dîner entre amis de longue date tourne rapidement au vinaigre.

## Distribution
- Christopher Backus : Marcus
- Jennifer Blanc : Melanie
- AJ Bowen : Adam
- Dana Daurey : Lily
- Brianne Davis : Jules
- Kamala Jones : Sara
- Alyssa Lobit : Bernadette
- Chris Meyer : Blane
- Kane Hodder : Chauffeur de limousine
- Danielle Harris : elle-même